# Stefan Bitterauf
Stefan Bitterauf (* 28. Juli 1964 in München) ist ein ehemaliger deutscher Rollstuhltennisspieler.

## Karriere
Stefan Bitterauf war nach einem Motorradunfall im Alter von 20 Jahren auf den Rollstuhl angewiesen. Er begann mit Rollstuhltennis und Rollstuhlbasketball. Im Rollstuhltennis startete er in der Klasse der Paraplegiker.
Er nahm an zwei Paralympischen Spielen teil. 1992 gewann er in der Doppelkonkurrenz mit Kai Schrameyer die Bronzemedaille und erhielt dafür am 23. Juni 1993 das Silberne Lorbeerblatt. Im Einzelwettbewerb verlor er in der ersten Runde gegen Martin Legner. 1996 in Atlanta erreichte er im Einzel das Achtelfinale, wo er David Hall in zwei Sätzen unterlag. Im Doppel zog er mit Partner Torsten Purschke ins Viertelfinale ein.
In der Weltrangliste erreichte er seine besten Platzierungen im Einzel mit Rang elf am 26. Januar 1993 und im Doppel mit Rang zehn am 8. August 1995. Seine letzte Saison bestritt er 1999. 
Im Rollstuhlbasketball wurde er deutscher Meister und belegte den dritten Rang bei der Europameisterschaft. 2002 gab er aus Motivationsgründen das Rollstuhltennis auf und widmet sich seitdem dem Bodybuilding, in dem er bereits mehrere Titel gewann.